# Bezirk Polička
Der Bezirk Polička (dt. „Politschka“, tschechisch Okresní hejtmanství Polička) war ein Politischer Bezirk im Königreich Böhmen. Der Bezirk umfasste Gebiete in Ostböhmen im heutigen Pardubický kraj (Okres Svitavy). Sitz der Bezirkshauptmannschaft war die Stadt Polička. Das Gebiet gehörte nach dem Ersten Weltkrieg zur Tschechoslowakei und ist seit 1993 Teil Tschechiens.

## Geschichte
Die modernen, politischen Bezirke der Habsburgermonarchie wurden 1868 im Zuge der Trennung der politischen von der judikativen Verwaltung geschaffen.
Der Bezirk Polička wurde 1868 aus dem gleichnamigen Gerichtsbezirk Polička (tschechisch soudní okres Polička) gebildet.
Im Bezirk Polička lebten 1869 32.330 Personen, wobei der Bezirk ein Gebiet von 5,6 Quadratmeilen und 22 Gemeinden umfasste.
1900 beherbergte der Bezirk 34.328 Menschen, die auf einer Fläche von 320,42 km² bzw. in 33 Gemeinde lebten.
Der Bezirk Polička umfasste 1910 eine Fläche von 320,42 km² und beherbergte eine Bevölkerung von 34.727 Personen. Von den Einwohnern hatten 1910 24.788 Tschechisch und 9904 Deutsch als Umgangssprache angegeben. Weiters lebten im Bezirk 35 Anderssprachige oder Staatsfremde. Der Bezirk bestand aus einem Gerichtsbezirk mit 33 Gemeinden bzw. 34 Katastralgemeinden.